# 孫寶
孫寶（？—？），字子嚴，西漢潁川鄢陵（今河南省鄢陵縣北）人，他因通曉經學擔任郡吏，受御史大夫張忠舉薦而升遷議郎，其為人剛正，曾因奏請漢哀帝重審中山馮太后謀反之案而下獄，漢平帝年間，孫寶直言不諱得罪了當時大權在握的王莽，被司直陳崇以他奉養母親不謹為由彈劾罷官，老死於家中。

## 生平

### 張忠之薦
孫寶以明經被舉薦為郡吏。御史大夫張忠徵召他作自己御史府的屬官，想讓孫寶傳授他兒子经学，並為孫寶修整掃除房舍，在房裡儲備好各種器物，然而孫寶以自己不能勝任工作為由要求辭職，雖然張忠再三挽留，內心卻為此感到憤憤不平。後來張忠安排孫寶擔任主簿，孫寶卻欣然搬入原先張忠為他準備的宅邸，祭祀竈神且邀請鄰居來作客以表示慶賀。
張忠暗地裡加以觀察，對此感到詫異，便派親信去詢問孫寶說：「先前御史大夫替你修飾布置寬大的住宅，你自己請辭求去，是想要保持高尚的氣節。如今丞相、御史大夫兩府的風氣，學識高超的士人都不願擔任主簿，但你不僅當了，還很愉快地搬到大房舍去住，為什麼前後如此不一致呢？」孫寶回答說：「高士不當主簿，而御史大夫認為我可以擔任，全府也沒有人認為不合適的，那我作為一名士人又怎麼能夠自認高尚呢？前些日子御史大夫為了讓兒子跟我學習經書，而給我安排靠進他住處的居所。學生必須登門拜師才合乎於禮，沒有反要老師上門去教學生的道理，儒家思想是不能違背的，個人受點委屈又算的了什麼呢？且時運不濟者可無所不為，何況我還是主簿呢！」張忠聽到孫寶的話後，甚為慚愧，上書舉薦孫寶通曉經學，品性正直，適合充當皇帝的近臣，孫寶於是被任命為議郎，後又擢升諫大夫。

### 彈劾國戚
鸿嘉年間，廣漢郡的盜賊四處作亂，孫寶被選為益州刺史。當時的廣漢郡太守扈商，是大司马、車騎將軍王音的外甥，其為人軟弱不稱職。孫寶抵達廣漢郡辦公所在地後，親自深入山谷，告諭那些賊盜，只要不是原先違法起事的首謀，即使是頭領也可以自首，遣歸田里。隨後，孫寶彈劾自己假託朝命行事，同時控告扈商是導致叛亂的禍首，根據《春秋》的大義，誅罰首惡也就罷了，扈商也劾奏孫寶所縱放的盜賊首領中有些是應當被判罪的。扈商被懲治下獄，孫寶也因犯了放走死刑犯的罪名被免職。益州的官吏和百姓大多認為孫寶處理地方治安頗有成效，只因被車騎將軍王音排擠才蒙受罪名，後來汉成帝再次任命孫寶為冀州刺史，升遷丞相司直。
當時漢成帝的舅舅紅陽侯王立支使門客通過南郡太守李尚佔墾數百頃的田地，而這些土地原先都是農民所租用的少府池塘與沼澤地開發出來的，王立上書給漢成帝，表示願意把這些田地轉交給朝廷，朝廷下詔叫南郡收受這些田地並公正地按值論價，但收購的價格卻實則比市價貴一億錢以上。孫寶聽到這個消息後，派丞相史按章查驗，揭發王立的奸謀，彈劾王立、李尚心懷鬼胎、欺騙朝廷，狡猾無德，李尚下獄而死，王立雖然沒有被判刑，但其後王立的兄長大司馬、卫将军王商去世，原先依照兄弟排行他理應接替王商，漢成帝考慮到王立有過失，於是改讓王立的弟弟曲陽侯王根越過他為大司馬、骠骑将军。
適逢益州地區的蠻夷騷亂，巴蜀一帶很不安定，漢成帝認為孫寶在西州相當有聲望，於是拜他為廣漢郡太守，秩位為中二千石，並賜給其黃金三十斤，孫寶上任後蠻夷安定了下來，官吏和百姓都稱頌他的政績。

### 豺狼當道
朝廷徵召孫寶為京兆尹，一位過去曾擔任官吏的侯文，因為個性剛直不苟合，於是常說自己有病不肯做官，孫寶用恩惠和禮節邀請侯文，想以平民的身分和他交朋友，每日設酒食宴請侯文，並讓妻子、兒女陪同，過後侯文向孫寶請求任命他為官署裡的掾吏，孫寶答應侯文的要求，並以賓客之禮接見他。數月後，在立秋那天孫寶派侯文任東部督邮，侯文進衙府見孫寶，孫寶問他道：「如今鷹隼開始進攻，應當順應天時逮捕奸惡之人，以完成嚴厲誅殺惡人的任務，掾吏你所管轄的東部內有這樣的人嗎？」侯文仰起頭說：「沒有這種人我就不敢憑白接受您所委任的職位了。」孫寶問：「是誰呀？」侯文說：「霸陵县的杜穉季！」孫寶又問：「其次還有誰？」侯文回覆：「豺、狼橫行於道路上，不應再問狐狸的事。」孫寶聽罷沉默不語。
杜穉季是著名的大俠客，跟當朝的卫尉淳于長、大鴻臚萧育都是至交。孫寶由於先前彈劾扈商一事得罪了車騎將軍王音，又跟紅陽侯王立有嫌隙，孫寶因此害怕自己的處境危險，當時淳于長正得漢成帝的寵信，他對孫寶相當友好，孫寶也想要依附於他，孫寶剛開始管理政事時，淳于長就把杜穉季託付給孫寶，所以孫寶感到十分為難，無法答覆侯文。侯文對孫寶垂頭喪氣的樣子感到奇怪，知道其中必定有緣故，於是說：「賢明的府君平時以威名著稱，現在既然不敢拘捕杜穉季，就應當暫且關門閉戶，不要過問任何事情。這樣到了年末，官吏和百姓也不敢說您什麼。如果放過杜穉季而懲處別的事，那麼大眾輿論就會喧嘩起來，您一輩子也就毀了。」孫寶說：「接受你的教誨。」杜穉季耳目眾多，知道消息後，就閉門不與左右近鄰相往來，鑿穿屋舍的後牆開一扇小門，只是握住鋤具種植菜園而已，杜穉季又通過與侯文有深交者向他陳述自己的情況。侯文說：「我和穉季有幸是同鄉，往常也沒什麼結怨之事，只是因為接受了郡將的任命，所做的事就應當和職務相符合。若你真能夠改過自新，嚴厲的郡將也就不會追究你以往的過失，假若還是不改變心態想法，僅僅更動門戶，那便只是加速災禍的到來而已。」杜穉季於是不敢再犯法，孫寶也終年沒有受到官吏和百姓的譴責。
隔年，杜穉季得病而死。孫寶任京兆尹三年，京師的百姓都稱讚他。後來碰上淳于長垮台，孫寶和蕭育等人皆受牽連而罷官，侯文也再次辭去官職，後死於家中。杜穉季的兒子叫杜蒼，字君敖，在遊俠中的名聲比其父更響亮。

### 進諫得罪
汉哀帝登基後，徵召孫寶為諫大夫，升遷司隶校尉。起初，傅太后和中山孝王劉興的生母馮太后一起侍奉汉元帝，二人彼此間有過節，傅太后派遣官吏拷問馮太后，迫令她自殺，百姓們都認為馮太后死的冤枉。
孫寶奏請漢哀帝重新審理此案，傅太后大怒，說：「皇上設置司隸校尉，主要是意圖支使他來審查我，馮氏謀反的事證本來就很清楚，有人故意要挑剔此事來張揚我的罪過，我應當被判罪。」漢哀帝於是順從傅太后的旨意下詔讓孫寶入獄。尚书仆射唐林替孫寶抱不平，漢哀帝便以唐林結黨營私為由，將他貶職為敦煌郡魚澤障候。大司馬傅喜、光祿大夫龔勝堅持據理力爭，漢哀帝於是向傅太后說情，孫寶才得以出獄並恢復官職。
過了不久，鄭崇被關進監獄，孫寶上書說：「臣聽說和你關係疏遠的人不會無故去圖謀傷害你，外人不會無故思念自家的人。臣有幸能夠接受使命，職責在於揭發檢舉貪官污吏的不法行為，不敢畏避貴幸大臣的威勢，而阻礙陛下的視聽之明。查考尚书令趙昌彈劾尚書僕射鄭崇的案情，鄭崇被關入監獄後反覆遭懲治，受到嚴刑拷打已奄奄一息，他卻始終沒有說出一句供詞，道路上的行人都替他喊冤。臣懷疑趙昌跟鄭崇有過細怨，日子久了便以讒言相互誣陷，鄭崇是宮門內機要部門的陛下近臣，他蒙受冤枉和誣陷，國家利益因此受到損害，輿論非議不小，臣懇請懲處趙昌，以解開眾人的心結。」文書上奏後，漢哀帝不高興，但因為孫寶是有名望的大臣而不忍殺他，於是下詔給丞相和大司空說：「司隸孫寶上奏原尚書僕射鄭崇有冤情，請求立案懲處尚書令趙昌，近臣鄭崇的罪惡經查驗明白清楚，而孫寶心懷不軌，勾結下臣欺瞞皇帝，以儒家思想做為欺瞞的手段，來滿足他的奸詐之心，儒家經典不也說嗎？『憎惡能言善辯而顛覆國家之人。』茲免去孫寶的官職降為平民」。

### 罷官歸家
元壽二年漢哀帝駕崩，王莽稟告太后王政君徵召孫寶為光祿大夫，和王舜等人一同迎接中山王劉箕子來京繼位，汉平帝被立為皇帝後，孫寶擔任大司農。恰逢越巂郡向朝廷奏報有黃龍遊於江中，太师孔光、大司徒馬宮等都稱頌王莽的功德可與周公相比，應當告祭宗庙。孫寶說：「周公是至高的聖人，召公是偉大的賢人。他們尚且有彼此不和睦的時候，此事記載於經典〈君奭〉上，但這對於二人都無傷大雅。如今風雨不調，百姓衣食不足，每當出現一件事，群臣們都同聲附和，這種現象不是好事啊。」當時在場的大臣都變了臉色，侍中、奉車都尉甄邯及時承接聖旨阻止了眾人繼續議論。恰巧孫寶派遣官吏去迎接母親，母親於途中病倒，便留在弟弟家中，僅有孫寶的妻子和兒女來到京城。司直陳崇據此上奏彈劾孫寶，漢平帝把案件交給三公審訊，孫寶回答說：「我已高齡七十歲，腦筋遲鈍，供養母親的情意淡薄了，只顧妻室兒女，正如奏章上說的那樣。」孫寶因此被免官，老死於家中。东汉建武年間，錄用過去有德之臣的子孫，任命孫寶的孫子孫伉為诸县縣長。

## 軼事
孫寶擔任京兆尹時，有個賣馓子的小販，在城裡和一名村民相撞，饊子灑落一地，全數碎裂，村民認賠五十個，但小販卻堅持說村民撞碎了三百個，由於無法證明誰是誰非，孫寶於是命人另外買來一個市面上賣的饊子稱其重量，再將破碎的饊子聚集在一起稱重，仔細折算重量後，賣饊子的小販才心服口服。

## 評價
- 黃震：孫寶能吏，大節不撓，當孔光等誣誦賊莽功德時，從容折難，可謂歲寒之松栢[4]。

## 延伸閱讀
[在维基数据编辑]
 《漢書·卷077》，出自班固《漢書》